# Фріц Бааде
Фріц Бааде (нім. Fritz Baade; 23 січня 1893, Нойруппин — 15 травня 1974, Кіль) — німецький економіст і політик (соціал-демократ).

## Біографія
Після закінчення школи вивчав економіку, класичну філологію, мистецтвознавство, теологію і медицину в університетах Геттінгена, Гейдельберга, Мюнстера і Берліна. Під час Першої світової війни з 1914 до 1918 рік був солдатом. Під час Листопадової революції був головою Ради робітничих і солдатських депутатів в Ессені.
У 1919—1925 роках працював економістом у Геттінгені. У 1922 році захистив докторську дисертацію з політекономії на тему «Економічні реформи великих підприємств в докапіталістичну епоху».
У 1925 році очолив берлінський Інститут дослідження економічної політики, одночасно з 1928 року був доцентом економіки сільського господарства в Університеті Берліна. У 1929 році перейшов на керівну посаду в імперське міністерство продовольства, був імперським комісаром з постачання зерна, а також одним з ініціаторів державної антимонопольної антициклічної програми (WTB-план).
Після приходу до влади націонал-соціалістів втратив всі свої пости та перебував у передмісті Бранденбург-на-Гафеле, де до 1934 року керував власною фермою.
У 1935 році емігрував до Туреччини. У 1946 році переїхав до США.
У 1948—1961 роках був професором і директором Кільського інституту світової економіки. У 1949—1965 роках був депутатом Бундестагу від Соціал-демократичної партії. Директор Інституту економічних проблем країн, що розвиваються у Бонні (1961).
Його дослідження присвячені переважно проблематиці світової економіки, питанням світового продовольчого забезпечення, а також питанням розвитку сільського господарства ФРН і країн, що розвиваються.

## Твори
- Baade. Eine deutsche Roggenpolitik. — В. 1931.
- Deutschlands Beitrag zum Marschall-Plan. Zerstörung auf unsere Kosten. — Hamb. 1948.
- Welternährungswirtschaft. Hamburg 1956.
- Weltenergiewirtschaft. Atomenergie — Sofortprogramm oder Zukunftsplanung? Hamburg 1958.
  - Мировое энергетическое хозяйство. Атомная энергия — сейчас или в будущем? — М.: Издательство иностранной литературы, 1960.
- Die Lage der Weltwirtschaft und ihre fur die Bedeutung Landwirtschaft. — Kiel. 1957.
- Die deutsche Landwirtschaft im gemeinsamen Markt. Baden-Baden 1958.
- Der Wettlauf zum Jahre 2000. Unsere Zukunft: Ein Paradies oder die Selbstvernichtung der Menschheit. Hamburg 1960.
  - Соревнование к 2000 году. Наше будущее: рай на земле или самоуничтожение человечества — М.: Издательство иностранной литературы, 1962. — (Для научных библиотек) — 259 с.
- Die deutsche Landwirtschaft im gemeinsamen Markt. 2 Aufl. — Baden-Baden. 1963.
- …denn sie sollen satt werden. Strategie des Weltkampfes gegen den Hunger. Hamburg 1964.
- Dynamische Weltwirtschaft. München 1969
- Weltweiter Wohlstand. Hamburg 1970. ISBN 3-7979-1508-X
- Probleme der Familienplanung in den Entwicklungsländern. Hannover 1970.
- Die deutsche Landwirtschaft im Ringen um den Agrarmarkt Europas. Baden-Baden 1971. ISBN 3-7890-0020-5